# Jakob Busk
Jakob Busk Jensen, född 12 september 1993, är en dansk fotbollsmålvakt som spelar för Union Berlin i Bundesliga.
Busk var med i Danmarks trupp vid U21-EM 2015.